# Jezima Ismail
Jezima Ismail, née en 1935 à Sainthamaruthu (Sri Lanka), est une éducatrice, animatrice et activiste, également avocate pour les droits de l'homme,.
Elle a occupé plusieurs postes importants dans le domaine de l’éducation, de la défense des droits de l'homme et en radiodiffusion. Elle s’est impliquée dans de nombreuses organisations internationales pour la défense des droits de l'homme. Elle est la fondatrice du MWRAF (Muslim Women’s Research and Action Forum) et présidence de la conférence des femmes musulmanes du Sri Lanka (SLMWC en anglais). Jezima est à l’origine des discussions de fond sur le développement de la jeunesse, des droits des femmes, de la paix et de la démocratie au Sri Lanka. En 1989, elle obtint le titre de Deshabandu par le gouvernement sri-lankais, qui est le troisième honneur le plus important du pays,. Jezima est considérée comme l’une des femmes les plus importantes et inspirantes de la communauté musulmane pour les services qu’elle a rendu à la société sri lankaise.

## Jeunesse et éducation
Jezima Ismail est née en 1935 à Sainthamaruthu, à seulement quatre kilomètres de Kalmunai dans le district d’Ampara. Son grand-père était administrateur dans une mosquée, son père était ingénieur spécialiste dans l’irrigation des sols et sa mère était femme au foyer.
Jezima est issue d’une famille conservatrice mais son père l’encouragea à entreprendre de longues études. Elle fréquenta l’école St Bridget’s Convent à Colombo. Sa famille du côté de sa mère était très impliquée dans la politique locale durant les périodes électorales où sa mère officiait alors comme agent de vote.
Elle obtint ses diplômes de l’université de Peradeniya et l’université de Ceylan en 1955, à l’âge de 20 ans.

## Carrière
Après l’obtention de son diplôme en 1955, Jezima commença à travailler dans différents domaines comme l’éducation, la défense des droits de l'homme et la radiodiffusion. Elle rejoignit l’équipe de l’école pour filles Devi Balika Maha Vidyalaya sous la gérance du principal Wimala de Silva. Plus tard, elle obtint son master en sciences de l’éducation à l’université McGill de Montréal, au Canada, et à l’université de Sydney, en Australie.
Jezima fut professeure pendant 32 ans, avant de servir comme principale du Muslim Ladies College de Colombo entre 1975 et 1988,.
En 1980, elle devint la première femme à être nommée à la tête de la société Sri Lanka Broadcasting, société dans laquelle elle travaillait déjà auparavant comme animatrice. Ismail a été choisi par le président sri-lankais Mahinda Rajapakse pour faire partie de la commission chargée de rendre un rapport sur les bombardements de l’hôpital Mullivaikkal en 2009. Elle est aussi à l’origine de la conférence des femmes musulmanes du Sri Lanka (SLMWC en anglais) et fut vice-doyenne de l’Eastern University, une université publique sri lankaise. Elle était également présidente du People’s Action for Free and Fair Elections (PAFFREL).

## Vie personnelle
Jezima épouse Mahroof Ismail, un professeur sri-lankais renommé jusqu’à ce que ce dernier meurt le 13 juin 2016 à l’âge de 85 ans.